# Costelytra pseudobrunneum
Costelytra pseudobrunneum är en skalbaggsart som beskrevs av Given 1952. Costelytra pseudobrunneum ingår i släktet Costelytra och familjen Melolonthidae. Inga underarter finns listade i Catalogue of Life.